# 蔣疇
蔣疇（？—？），字嗣昭，號景山，福建南安人，籍貫直隸歙縣，明朝政治人物，同進士出身。

## 生平
永樂三年（1405年）中乙酉科福建乡试舉人。永樂十年（1412年）登壬辰科進士，授陕西道监察御史。